# ناستاسیا نوویکاوا
ناستاسیا نوویکاوا ((به بلاروسی: Настасся Новікава)؛ زادهٔ ۱۶ نوامبر ۱۹۸۱) وزنه‌بردار زن اهل بلاروس است.
وی در مسابقات کشوری و بین‌المللی در مجموع برندهٔ ۵ مدال طلا، ۳ مدال نقره، ۱ مدال برنز شده‌است.